# Комиссия по землетрясениям
Коми́ссия по землетрясе́ниям (англ. Earthquake Commission, EQC) является государственным органом, созданным в соответствии с нормативным актом парламента Новой Зеландии. Управляет национальным катастрофическим фондом и системой управления рисками. Обеспечивает основное страхование от природных бедствий для владельцев жилой недвижимости в Новой Зеландии. Государственная организация в 2010 году управляла активами в размере около 5,93 млрд новозеландских долларов, но эти средства в настоящее время расходуются для выплат за ущерб, причинённый землетрясениями 2010 и 2011 года. Кроме того, EQC также проводит исследования, осуществляет подготовку персонала, предоставляет информацию по восстановлению после катастрофы.

## История
Во время землетрясения 1931 года в городе Нейпир имущество было застраховано только от огня. Впоследствии риск землетрясения стал обязательным дополнением к страхованию от огня. Однако землетрясение 1943 года в Мастертоне показало, что большинство зданий всё ещё не застрахованы. Шла Вторая мировая война, поэтому обязанность покрытия убытков от землетрясения взяла на себя Комиссия по убыткам от землетрясений и войны. Она была создана в 1945 году как комитет правительства Новой Зеландии и первоначально была предназначена для обеспечения покрытия убытков от землетрясений, а также ущерба, нанесенного войной.
В 1993 году схема была реорганизована, было введено покрытие для жилья на базе первого убытка. В застрахованные риски включены не только землетрясения, но и от другие стихийные бедствия: оползни, извержения вулканов, гидротермальная активность и цунами. Покрытие на случай войны было отменено. Для жилых районов действует покрытие на случай урагана и наводнения. Покрытие распространяется на ущерб от пожаров, возникших по причине любого из этих стихийных бедствий. Впервые был использован метод моделирования катастрофических событий.

## Покрытие
Процент охвата страхованием очень высок. Порядка 95 % жилищ и 75 % содержимого застрахованы. Объекты жилой недвижимости застрахованы от землетрясения на базе первого риска на сумму до 100 000 новозеландских долларов в части конструкции и 20 000 новозеландских долларов в части движимого имущества. Для дорогого имущества возможно страхование сверх указанных лимитов в частных страховых компаниях. Включение покрытия EQC в договор страхования имущества от огня обязательно. Страховщики собирают премию как обязательный сбор при страховании от огня. Таким образом, только имеющие страхование от огня собственники и арендаторы, защищены покрытием EQC.
Страховая премия, уплачиваемая страхователем по страховому полису EQC, может достигать 207 новозеландских долларов. Эта премия размещается в фонде природных катастроф. Большая часть страховых премий идёт на покрытие сейсмической опасности.

## Перестрахование
В течение первых 40 лет работы перестраховочное покрытие использовалось мало. Однако фонд землетрясений и военных убытков быстро рос, и в середине 80-х значение перестрахования резко возросло. EQC сокращает свои риски, разделяя их с рядом крупных перестраховочных компаний, например, Munich Re. В 2006 году объём перестрахования достиг 2,5 млрд новозеландских долларов в нескольких перестраховочных компаниях. По состоянию на 2012 год примерно половина активов фонда была обеспечена перестрахованием. Лимит страхования для каждого землетрясения составляет 1,5 млрд новозеландских долларов. В случае, если фонд и перестраховочная защита будут исчерпаны, покрытие гарантируется правительством Новой Зеландии.

## Страховая ответственность
Расходы по страховому возмещению вследствие землетрясения в Кентербери 2010 года, по оценкам казначейства Новой Зеландии должны были составить около 4 млрд новозеландских долларов. По страховым актам затем было уплачено около 3,5 млрд новозеландских долларов.
В феврале 2011 года Крайстчерч и его окрестности пострадали в результате второго землетрясения. До землетрясения 2010 года фонд EQC составлял около 5,9 млрд новозеландских долларов, в котором на этот момент оставалось около 4,4 млрд долларов после выплат 1,5 млрд возмещения по первому землетрясению. EQC не распространяется на коммерческие здания, владельцы которых должны заключать договоры страхования с частными страховыми компаниями.
По состоянию на апрель 2012 года EQC выплатила 3 млрд новозеландских долларов по страховым актам за оба землетрясения, и ожидается, что будет выплачено ещё 9 млрд долларов, что полностью исчерпает фонд природных катастроф и перестраховочную защиту и, возможно, потребует компенсации 1 млрд долларов от правительства.

## Увеличение стоимости страхования
После землетрясения 2010 года ожидалось, что страховщики Новой Зеландии вынуждены будут в 2011 году более чем на 10 % увеличить тарифы для возобновления фондов. По оценкам крупнейшей перестраховочной компании Munich Re, сумма требований по счетам в результате землетрясения 2010 года в Кентербери, с которой столкнулись перестраховщики, составила 600 миллионов долларов США, что примерно на 200 миллионов долларов США больше первоначальных оценок. Эта сумма не включает 1,5 млрд новозеландских долларов, выплаченных EQC.
Член правления Munich Re, доктор Людгер Арнольдуссен, на переговорах со страховщиками в Новой Зеландии высоко оценил усилия тех компаний, которые обращались с исками, а также приветствовал введение строгих строительных норм в Новой Зеландии. Арнольдуссен сказал, что ожидаемое повышение ставок также может привести к более высоким страховым взносам для страхователей, размер которых будет зависеть от того, какое количество рисков будут готовы нести отдельные компании. Между тем статистика показывает увеличение количества катастрофических событий в Новой Зеландии в четыре раза за период с 1980 до 2010 года, а 90 % всех страховых исков за этот период были связаны с геофизическими событиями. Однако ставки будут оставаться намного ниже, чем в Калифорнии, где держатели полисов в среднем платят в 15 раз больше, чем в Новой Зеландии, сказал он.